# 칠성동
칠성동(七星洞)은 대한민국 대구광역시 북구의 행정동이다. 법정동 칠성동1가·칠성동2가를 관할하며, 주민센터는 칠성동2가 경명여고 근처에 있다.

## 유래
칠성동의 유래는 선사시대 지석묘인 칠성바위에 연유하였다. 전설에 의하면 1775년 조선 정조 19년에 경상감사 이태영에게는 아들 7형제가 있었는데, 어느날 밤 꿈에 하늘에서 북두칠성이 광채를 내면서 밖에 떨어졌다. 비록 꿈이지만 기억이 너무나 생생해서 별이 떨어진 북문 밖으로 나가보니 어제까지 없었던 7개의 큰 바위가 북두 칠성모양으로 놓여 있는 것이었다. 이 감사는 필시 좋은 징조라 여기고 7개 바위에다 곱아들의 이름인 희갑(羲甲), 희두(羲斗), 희평(羲平), 희승(羲升), 희준(羲準), 희장(羲章), 희조(羲肇)를 하나씩 새겼는데, 이상한 것은 일곱 아들이 차츰 성장하면서 얼굴이나 성품이 새긴 바위를 닮아 갔다. 그 뒤에 후손 이 희두(羲斗)역시 경상감사가 되어 선조의 기적을 영구히 전하기 위하여 칠성바위 주위에 나무를 심고 중앙에 정자를 세워 의북정(依北亭)이라 하였다. 그러나 의북정은 오랜 세월이 흐르는 동안 퇴락해 헐려 버렸고 자식없는 사람들이 이곳에 와서 부귀다남을 비는 토속신앙의 대상이 되었다.

## 교육
- 옥산초등학교
- 경명여자중학교
- 경명여자고등학교
- 칠성고등학교

## 쇼핑
- 이마트 칠성점
- 칠성시장
- 번개시장 (대구역 앞)
- 삼성시장
- 경명시장
- 대성시장

## 아파트
| 단지명              | 건설사   | 시행사           | 주소               | 주소      | 입주        | 비고                            |
| ------------------- | -------- | ---------------- | ------------------ | --------- | ----------- | ------------------------------- |
| 대구역 서희스타힐스 | 서희건설 | 한국토지주택공사 | 북구 칠성남로 101  | 칠성동2가 | 2012년 1월  |                                 |
| 침산 푸르지오 1차   | 대우건설 | 대우건설         | 북구 침산로21길 23 | 칠성동2가 | 2005년 11월 |                                 |
| 성광우방타운        | ㈜우방   | ㈜우방           | 북구 호암로 20     | 칠성동2가 | 1996년 1월  | 옛 성광중학교·성광고등학교 부지 |

## 교통
- 경부선, ● 대구 도시철도 1호선 대구역
- ● 대구 도시철도 1호선 칠성시장역